# Ewa Kierska

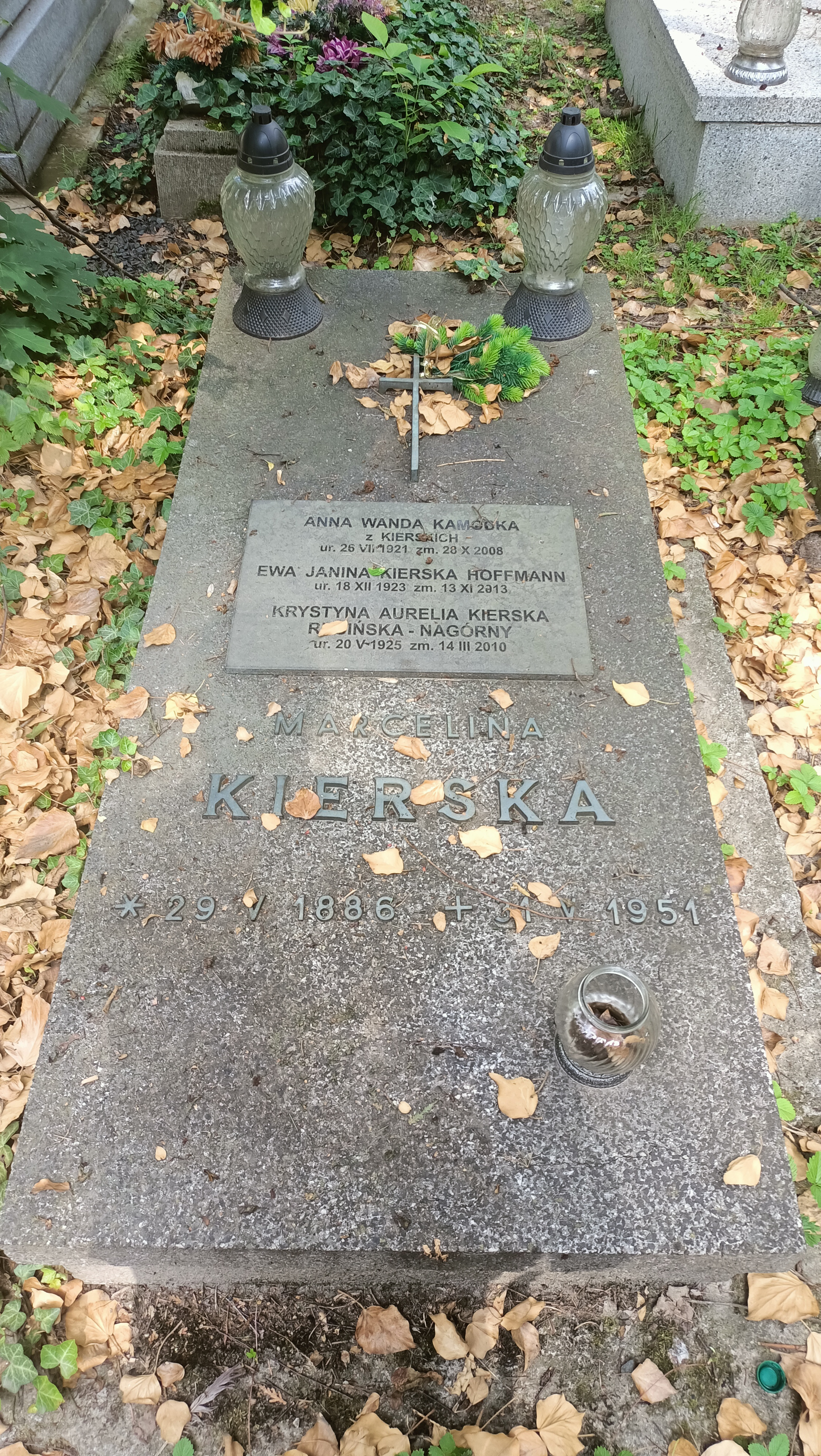
Grób Ewy Kierskiej na Cmentarzu Rakowickim w Krakowie

Ewa Kierska, również Ewa Kierska-Hoffmann, urodzona jako Janina Ewa Kierska, (ur. 18 grudnia 1923 roku we Lwowie, zm. 13 listopada 2013 roku w Krakowie) – polska malarka, autorka cyklu Zabawy dziecięce, rysunków do prozy Brunona Schulza, ale przede wszystkich licznych martwych natur. Żona rysownika i malarza Adama Hoffmanna. Studiowała w Krakowie najpierw w Kunstgewerbeschule (1940–1943), a następnie w Akademii Sztuk Pięknych (1945–1950).

## Życiorys
Ojciec – Alfons Marian Kierski, syn Michała i Gabrieli z domu Moszczeńskiej, oraz matka – Marcelina Spett, córka Jakuba i Marii z domu Steinhaus zdecydowali się ochrzcić dziewczynkę 30 listopada 1924 roku w kościele św. Mikołaja we Lwowie. Ewa Kierska miała dwie siostry - Annę urodzoną w 1921 roku oraz Krystynę urodzoną w 1925 roku. Rodzina mieszkała we Lwowie przy ulicy Zimorowicza. W pierwszej połowie lat 30. XX wieku po upadłości sklepu ojca Alfonsa matka Kierskiej – Marcelina, wraz z trzema córkami, przeniosła się do rodziny mieszkającej w Krakowie, a dziewczynki rozpoczęły naukę u sióstr urszulanek w Nowym Sączu. Później Kierska uczyła się w XI Państwowym Liceum i Gimnazjum im. Józefy Joteyko w Krakowie oraz Państwowym Seminarium dla Wychowawczyń Przedszkoli. W 1940 roku Kierska rozpoczęła studia w Kunstgewerbeschule w Krakowie pod kierunkiem Stanisława Kamockiego i studiowała tam, aż do zamknięcia tej szkoły w 1943 roku. Tam też poznała Adama Hoffmanna. W czasie okupacji niemieckiej Kierska była w karmicielką wszy w Instytucie Badań nad Tyfusem Plamistym i Wirusami prof. Rudolfa Weigla.
W 1945 roku rozpoczęła studia w Akademii Sztuk Pięknych w Krakowie w pracowni Eugeniusza Eibischa, gdzie trafiła także znaczna część przyszłej II Grupy Krakowskiej. Studia ukończyła w 1950 roku. W latach 50. XX wieku była już żoną Adama Hoffmanna i przeprowadziła się do mieszkania w kamienicy przy placu Biskupim 8/10, gdzie mieszkała do końca swojego życia. Kierską odwiedzali: Jerzy Nowosielski, Andrzej Wajda, Andrzej Wróblewski, Józef Życiński, Michał Heller, Tadeusz Różewicz. Z tym ostatnim prowadziła bogatą korespondencję od lat 60. XX wieku do swojej śmierci w 2013 roku. Została pochowana na cmentarzu Rakowickim w Krakowie (grób – kwatera XIIIB rząd 13 miejsce 7).

## Twórczość
W końcu lat 40. XX wieku stworzyła serię rysunków, które były ilustracjami do prozy Brunona Schulza. Pierwsze obrazy Kierskiej to pojedyncze martwe natury, a pierwszym cyklem są Zabawy dziecięce inspirowane jej własnym dzieciństwem. W jego skład wchodzą najpewniej prace takie jak: W kukurydzy z 1955 roku, Skakanka z 1956 r., Na strychu z 1956 r., Pod żaglami z 1956 r., Huśtawka z 1957 r., Na kładce z 1958 r., Ognisko I z 1958 r., Ognisko II z 1958 r., Wiosna z 1958 r., Gimnastyka z 1959 r., Ciuciubabka z 1959 r. Część z nich jest obecnie znana i znajduje się w różnych kolekcjach m.in. w Muzeum Narodowym w Krakowie i Galerii Dyląg w Krakowie, część nie została niestety zlokalizowana. Łączy je wspólny język formalny, który w pierwszej chwili każe przywołać słynne Gimnastyczki Jerzego Nowosielskiego. Jednak u Kierskiej inna jest tonacja barwna, również źródło jest zupełnie inne, artystka odwołuje się tu raczej do Giotta di Bondone, który właśnie w tym okresie jej twórczości był postacią dla niej centralną. W latach 50. i 60. XX wieku maluje obrazy na podstawie własnych snów. Korzysta wtedy z inspiracji mitologicznych i biblijnych. Pojawiają się tu przede wszystkim postaci z mitologii greckiej: Orfeusz, Narcyz, Hiacynt, Dedal i Ikar, a także starotestamentowe figury Samsona i Dalili, Tobiasza czy żony Lota. Bardzo ważnym tematem jest dla Kierskiej dominująca w jej twórczości martwa natura. Te obrazy malowała głównie od lat 70. XX wieku aż do końca swojego życia. Martwe natury układają się w pewne cykle wyodrębnione ze względu na przedstawione przedmioty takie jak: książki, chleb, owoce, rośliny, czaszka. Charakterystyczną właściwością wszystkich tych prac jest klimat melancholii.
W czasie jej artystycznej działalności (od lat 50. XX wieku do początku XXI wieku) pojawiały się pojedyncze recenzje z jej wystaw pióra: Stanisława Rodzińskiego, Jacka Buszyńskiego, Stanisława Primusa, Andrzeja Sawickiego, Andrzeja Osęki, Henryka Cyganika, Tadeusza Nyczka, a także wzmianka Mieczysława Porębskiego w jego książce Pożegnanie z krytyką. Z dwóch dużych wystaw w Galerii Dyląg z roku 2007 i 2009 wstępy do katalogów pisała Anna Baranowa. W 2020 roku Wydawnictwo Universitas wydało książkę Sylwii Góry Ewa Kierska. Malarka melancholii poświęconą postaci i twórczości artystki.

## Wystawy
- 1958 r. Związek Polskich Artystów Plastyków w Krakowie
- 1963 r. Biuro Wystaw Artystycznych w Rzeszowie
- 1966 r. Związek Polskich Artystów Plastyków w Warszawie
- 1967 r. Galeria „Pegaz” w Zakopanem
- 1970 r. Desa w Krakowie
- 1972 r. Galeria Nowa Huta w Krakowie
- 1976 r. Desa w Przemyślu
- 1976 r. Desa w Krakowie (Galeria Sztuki Współczesnej „Kramy Dominikańskie”)
- 1978 r. Związek Polskich Artystów Plastyków w Krakowie
- 1980 r. Związek Polskich Artystów Plastyków w Krakowie
- 1981 r. Desa w Krakowie
- 1986 r. Misterium Męki, Śmierci i Zmartwychwstania Pana Naszego Jezusa Chrystusa – Galeria Krypta u Pijarów w Krakowie
- 1995 r. Galeria Osobliwości „Este” w Krakowie
- 2007 r. „Świat zabaw” – Galeria Dyląg w Krakowie
- 2008 r./2009 r. „Słowa wyrazić rzeczami” – Galeria Dyląg w Krakowie
- 2015 r. Galeria Dyląg w Krakowie przedstawiła rysunki Ewy Kierskiej będące ilustracjami do prozy Brunona Schulza